# Feux du Palais
Les feux de Palais  sont les deux feux de balisage latéraux signalant l'entrée du port de Palais à Belle-Île-en-Mer, dans le Morbihan.
Hauts de 5 m, ils sont colorés selon le système de balisage latéral. Le feu vert est situé sur le musoir de la jetée du nord, il porte à 4 milles. Le feu rouge est situé sur le musoir de la jetée sud, il porte à 9 milles.

## Histoire

### Grand môle, à gauche de l'entrée du port (actuel môle Bourdelle)
- 1er mars 1839 : le grand môle fermant l'avant port n'existait pas, feu fixe blanc sur une tourelle cylindrique en maçonnerie de 8,30 m de hauteur sur l'ancien musoir sud, à l'entrée du chenal conduisant au port ;

- 11 octobre 1891 : feu fixe vert à l'extrémité du grand môle nouvellement construit ;

- 7 décembre 1963 : feu à éclats verts (2+1) toutes les 12 secondes[2].

### Môle sud, à l'entrée de l'avant-port (actuel môle Bonnelle)
- Le 11 octobre 1891 : feu fixe blanc sur une tourelle cylindrique en maçonnerie ;

- Le 12 octobre 1905 : renforcement du feu ;

- En 1920 : feu à 3 occultations blanches toutes les 16 secondes, puis feu  à 2 occultations rouges, toutes les 12 secondes[2].

## Autres feux
Belle-Île-en-mer dispose, au total de 3 phares (Goulphar, les Poulains et Kerdonis) et 5 feux. Les 3 autres feux sont situés à Sauzon et au large des pointes du Cardinal et de Bugul.

## Galerie

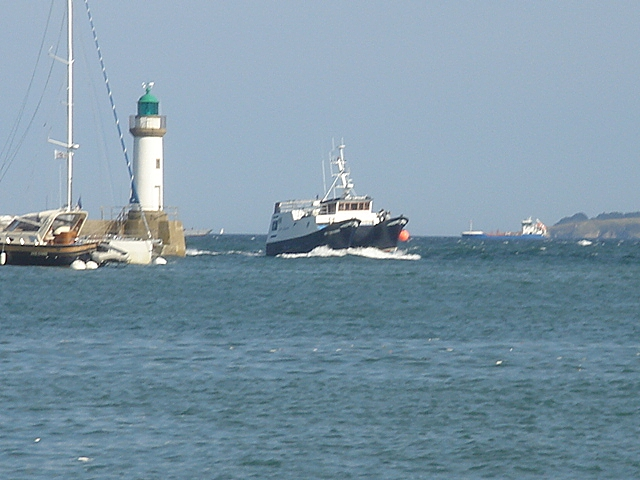
Chalutier rentrant au port de Palais devant le feu vert
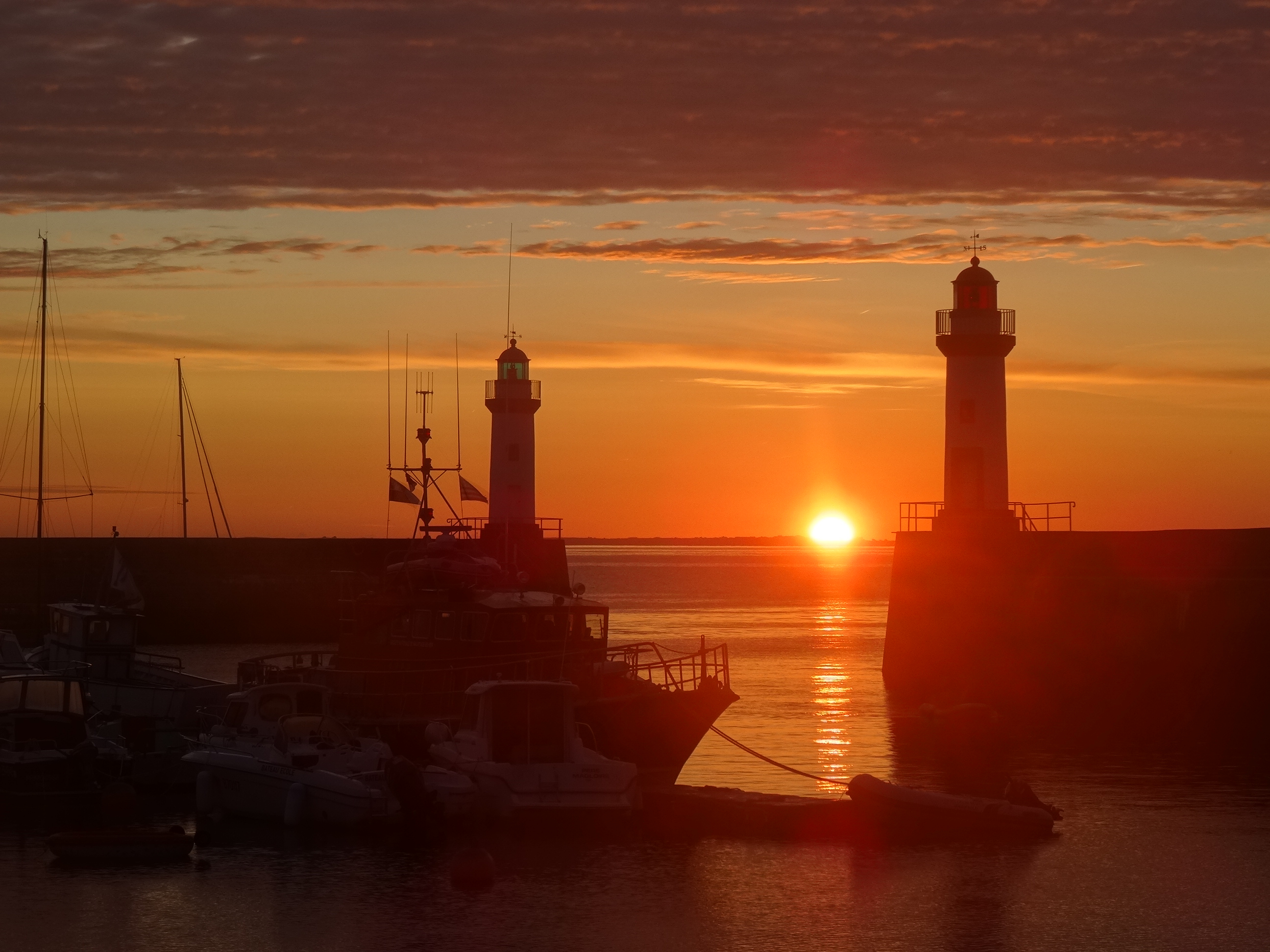
Lever de soleil sur le port du Palais